# Miss Nicaragua
Pour les articles homonymes, voir Miss.
Miss Nicaragua est un concours de beauté féminine destiné aux jeunes femmes habitantes et de nationalité nicaraguayenne, âgées de 18 à 27 ans. Le concours se tient généralement au Théâtre national Rubén Dario à Managua. Il est qualificatif à Miss Univers. Depuis 2005, il n'envoie plus de candidates au concours Miss Monde où, en général, la première dauphine ou la gagnante du concours y participait. Dès 2011, les représentantes de Miss Monde sont élues au concours Miss Monde Nicaragua. 
Une Miss Nicaragua a remporté le titre de Miss Univers, aucune celui de Miss Monde et de Miss Terre. 
De 1980 à 1990, le concours a été interdit par le gouvernement sandiniste.

## Lauréates
| Année | Lauréate                         | Région       | Notes |
| ----- | -------------------------------- | ------------ | --- |
| 1955  | Rosa Argentina Lacayo (°?-†2016) | Managua      | Elle est la première Miss Nicaragua élue en 1955. |
| 1963  | Leda Sánchez de Parrales         | Carazo       | Elle fut la maire de Managua en 1999. |
| 1968  | Margine Davidson Morales         | Matagalpa    | 6e dauphine au concours Miss Monde 1968 |
| 1969  | Soraya Herrera Chávez            | Tipitapa     | |
| 1970  | Xiomara Paguaga Rodriguez        | Managua      | |
| 1973  | Ana Cecilia Saravia Lanzas       | León         | |
| 1974  | Francys Duarte                   | León         | |
| 1975  | Aida Maritza Sanchez             | Masaya       | |
| 1976  | Ivania Navarro Yenic             | Matagalpa    | Gagnante du titre de "Miss Teenage Intercontinental 1976" |
| 1977  | Beatriz Obregón Lacayo           | Rivas        | Top 12 au concours Miss Univers 1977 |
| 1978  | Claudia Herrera Cortez           | Masaya       | |
| 1979  | Patricia Pineda Chamorro         | Rivas        | |
| 1991  | Ana Sofía Pereira                | Managua      | Miss Amérique Latine 1992 |
| 1992  | Ida Patricia Delaney             | Managua      | |
| 1993  | Luisa Amalia Urcuyo Lacayo       | Rivas        | Demi-finaliste au concours Miss International 1994. Top 20 au concours Miss Univers 1993. |
| 1995  | Linda Clerk Castillo             | Managua      | |
| 1996  | Luz María Sánchez Herdocia       | Managua      | n'a pas participé |
| 1998  | Claudia Alaniz                   | Managua      | |
| 1999  | Liliana Sofía Pilarte Centeno    | Río San Juan | |
| 2001  | Ligia Cristina Argüello Roa      | Managua      | 3e dauphine au concours Miss Monde 2001. Miss Amérique 2001 Top 13 au concours Miss Univers 2001. |
| 2002  | Marianela Lacayo Mendoza         | Managua      | Candidate au concours Miss Univers 2002 Miss Mundo Latino Internacional 2002. Top 10 au concours Miss International 2002. 3e dauphine au concours Piel Dorada 2003. |
| 2003  | Claudia Salmerón Aviles          | Tipitapa     | |
| 2004  | Marifely Argüello César          | Managua      | Miss Photogénique au concours Miss Nicaragua 2004. Semi-finalist au concours Miss Terre 2004. Miss Expo World 2004. |
| 2005  | Daniela Clerk Castillo           | Managua      | |
| 2006  | Cristiana Frixione               | Managua      | Miss Carnaval 2004 World Miss University 2006 Candidate aux concours Miss Continente Americano 2006 et Miss Univers 2006 1re dauphine au concours Miss Italia nel Mondo 2007 |
| 2007  | Xiomara Blandino                 | Managua      | Miss Carnaval 2006 Top 10 au concours Miss Univers 2007 |
| 2008  | Thelma Rodríguez                 | Chinandega   | Candidate aux concours Miss Terre 2008 et Miss Univers 2008 |
| 2009  | Indiana Sánchez                  | USA Nica     | Elle obtient la deuxième place pour le meilleur costume national à Miss Univers 2009 Top 10 au concours Nuestra Belleza Latina 2010 |
| 2010  | Scharllette Allen                | Bluefields   | Miss Moravo 2006 Miss Oneness 2008 Candidate aux concours Miss Continente Americano 2010 et Miss Univers 2010 |
| 2011  | Adriana Dorn                     | Managua      | Le visage le plus beau au concours Miss Nicaragua 2011. |
| 2012  | Farah Eslaquit                   | Masaya       | 5e dauphine pour le meilleur costume national à Miss Univers 2012 |
| 2013  | Nastassja Bolívar                | Carazo       | Gagnante du titre "Nuestra Belleza Latina 2011" Elle est classée à la 16e place au concours Miss Univers 2012, auquel elle a d'ailleurs gagné le prix spécial "Meilleure en costume national" Le 24 janvier 2014, l'organisation du concours Miss Nicaragua a publié une déclaration, stipulant que Nastassja Bolívar a été détrônée de son titre en raison de ne pas avoir rempli les termes de son contrat. |
| 2014  | Marline Barberena                | Chinandega   | Top 24 au concours Nuestra Belleza Latina 2013 |
| 2015  | Daniela Torres                   | Managua      | |
| 2016  | Marina Jacoby                    | Matagalpa    | 1re dauphine de Miss Teen Nicaragua 2011 4e dauphine à Miss Teenager Univers 2011 |
| 2017  | Berenice Quezada                 | El Rama      | |
| 2018  | Adriana Paniagua                 | Chinandega   | |
| 2019  | Inés López                       | Managua      | |
| 2020  | Ana Marcelo                      | Estelí       | Top 21 au concours Miss Univers 2020 |
| 2021  | Allison Wassmer                  | Managua      | |
| 2022  | Norma Huembes                    | San Marcos   | |
| 2023  | Sheynnis Palacios                | Carazo       | Gagnante Miss Univers 2023 Top 40 au concours Miss Monde 2021 |
| 2024  | Geyssell García                  | Chontales    | Top 30 au concours Miss Univers 2024 |

## Galerie

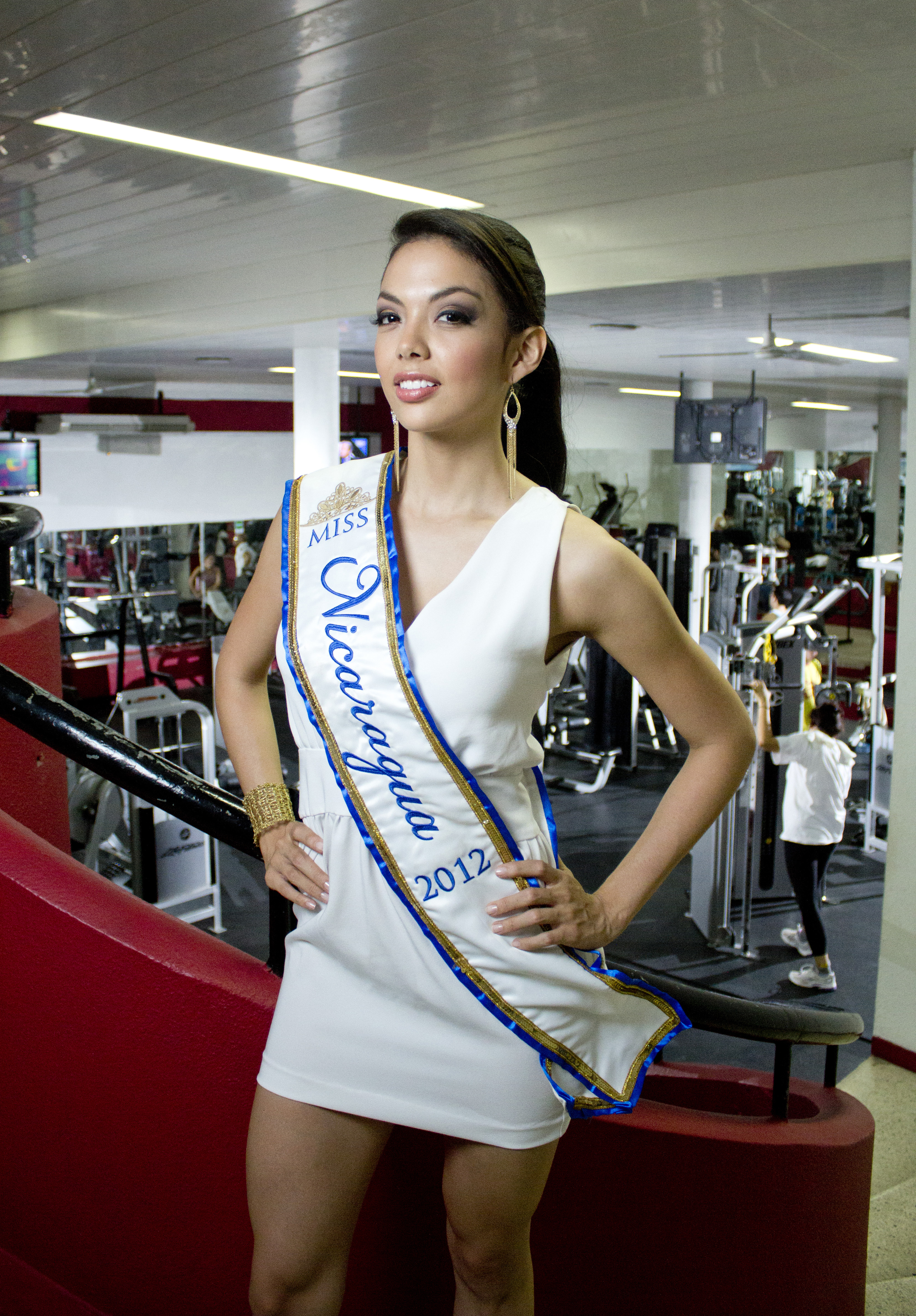
Farah Eslaquit, Miss Nicaragua 2012.
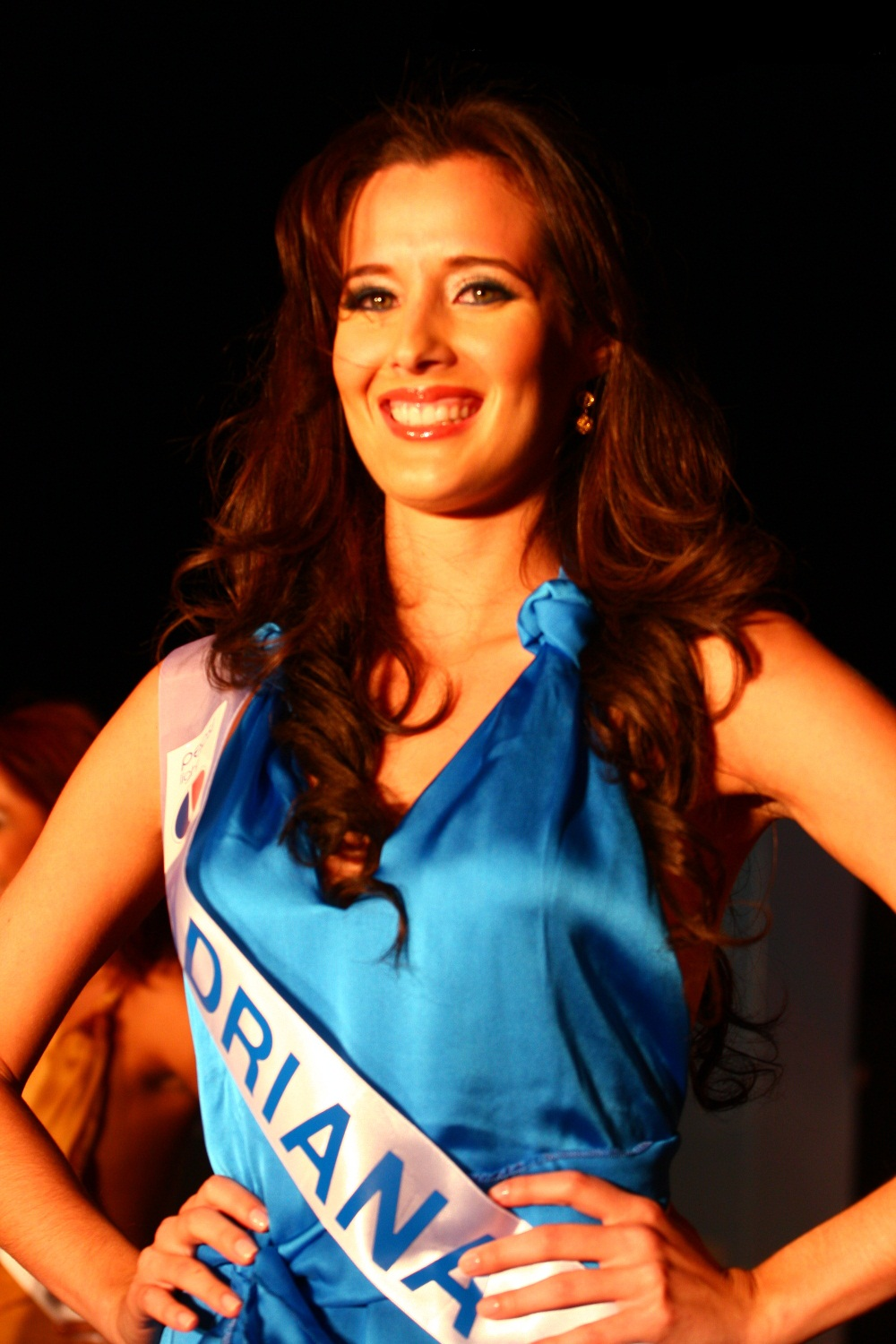
Adriana Dorn, Miss Nicaragua 2011.
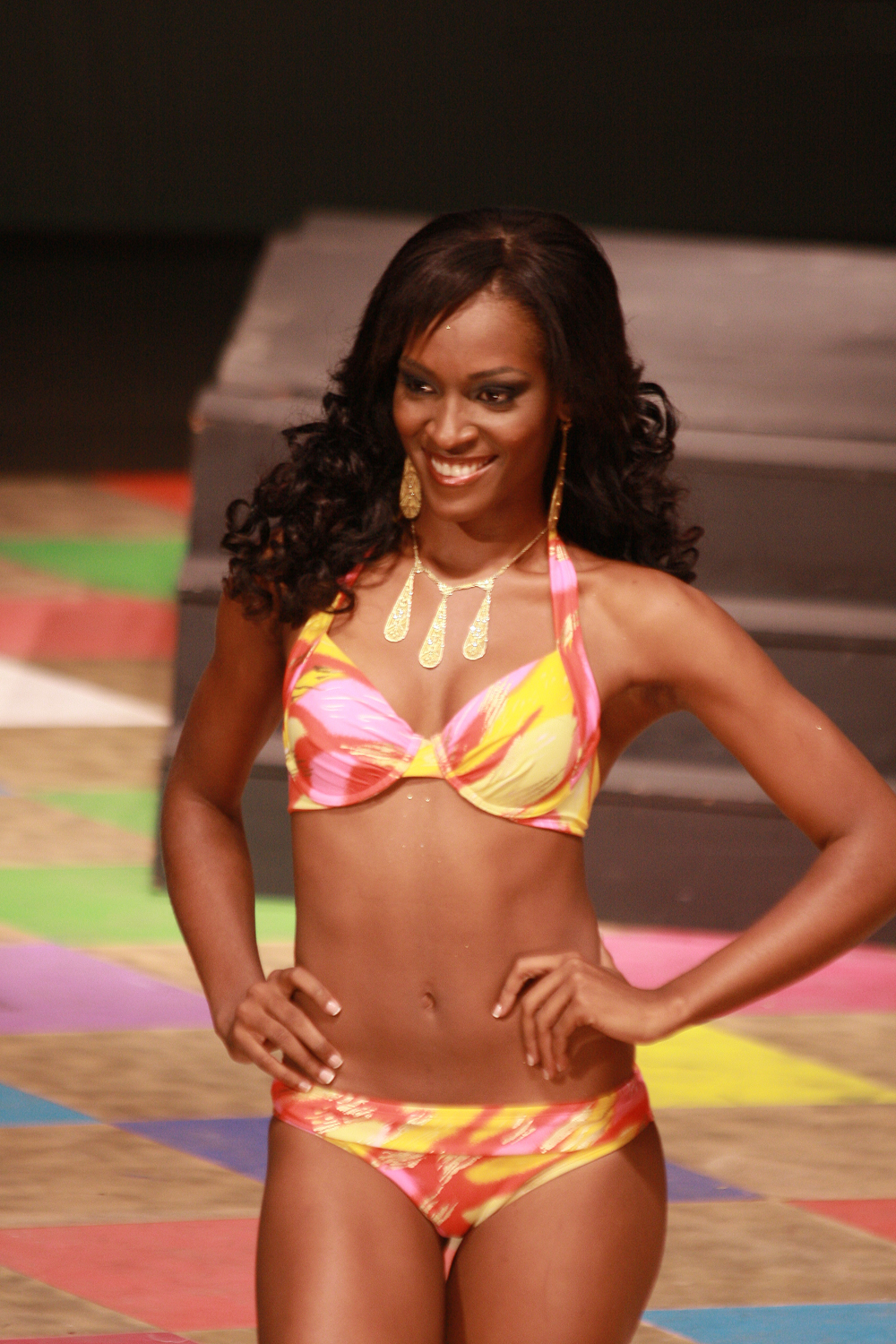
Scharllette Allen, Miss Nicaragua 2010.
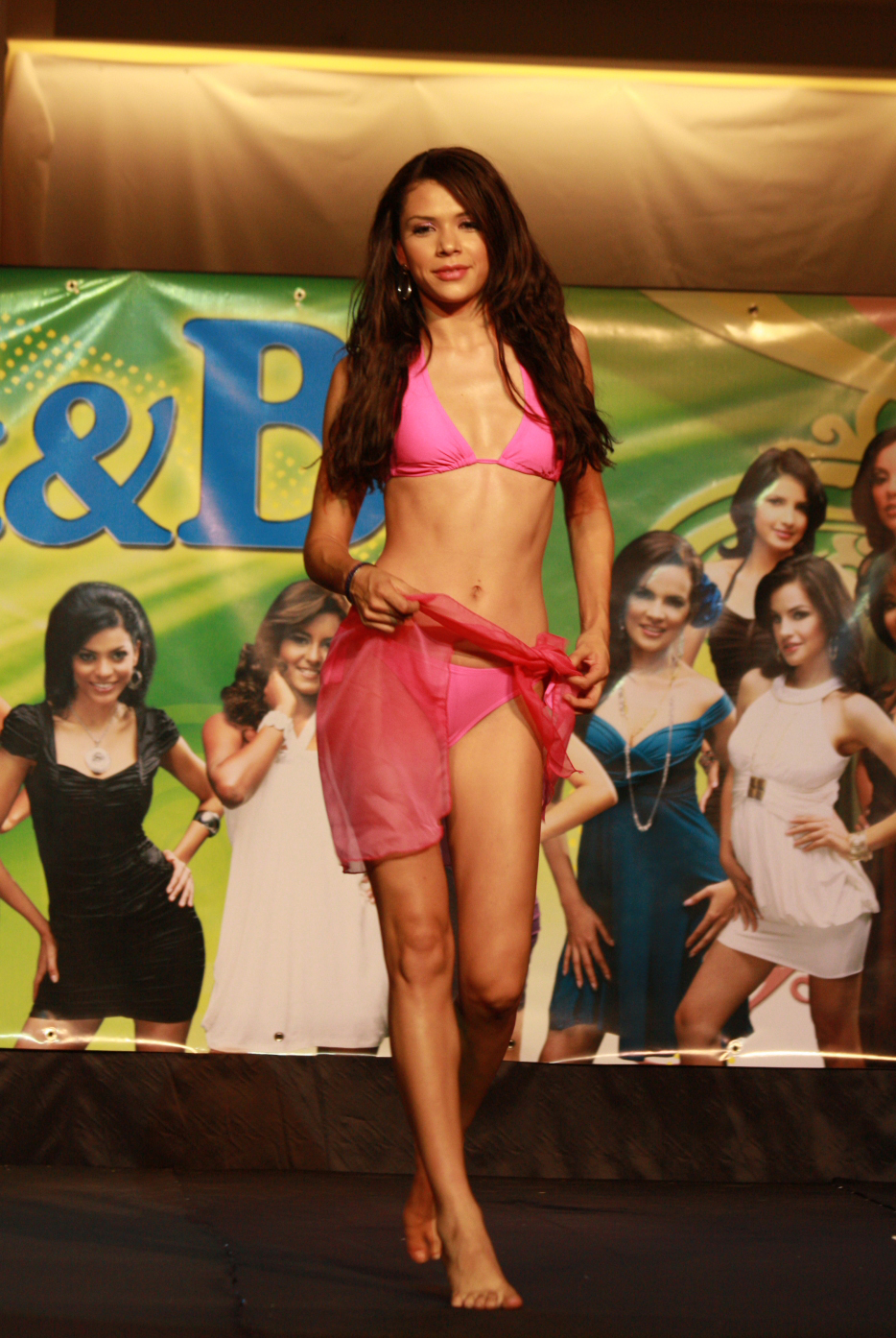
Indiana Sánchez, Miss Nicaragua 2009.
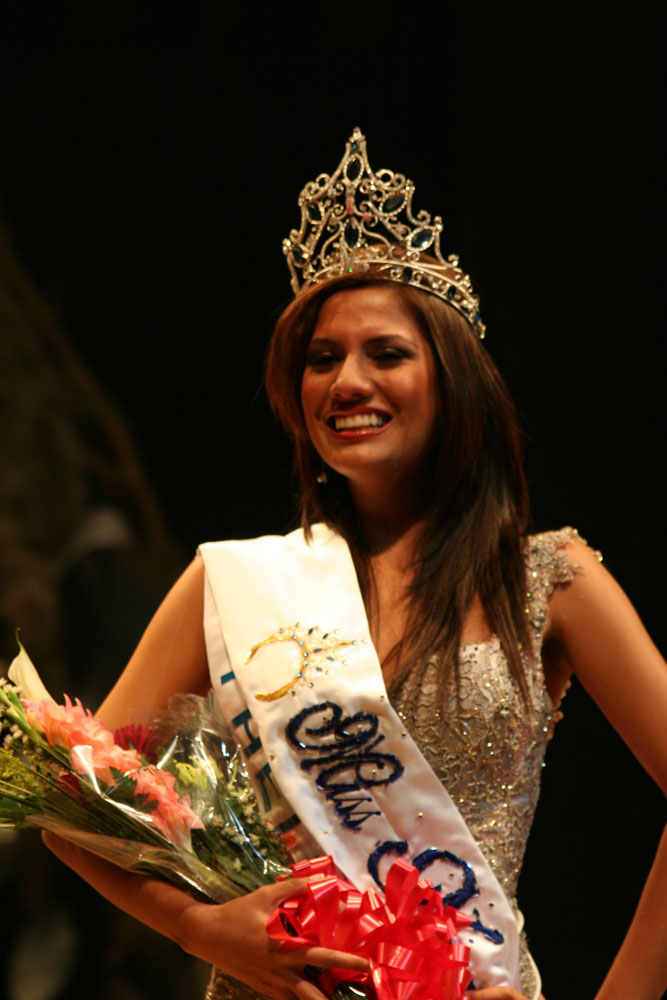
Thelma Rodríguez, Miss Nicaragua 2008.
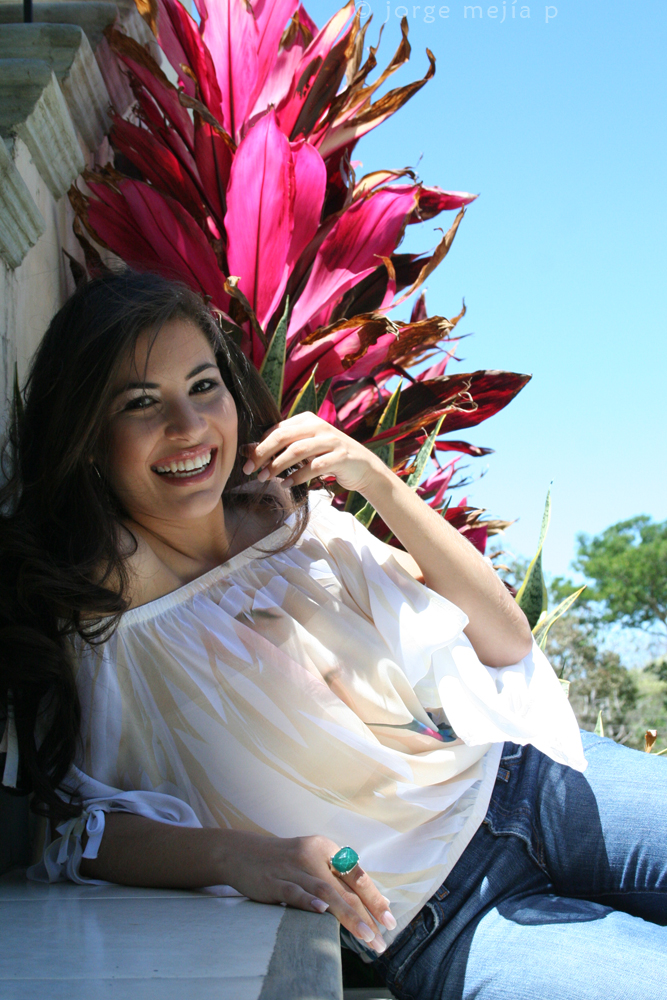
Xiomara Blandino, Miss Nicaragua 2007.
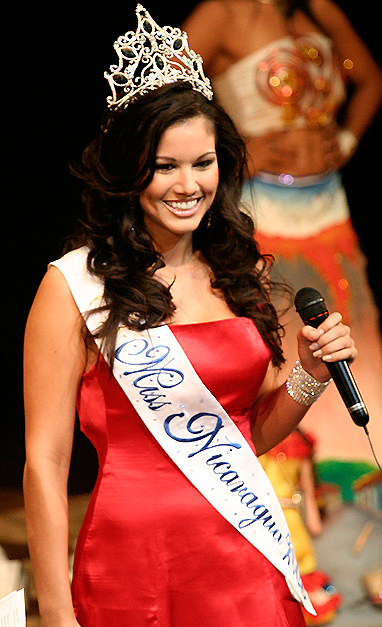
Cristiana Frixione, Miss Nicaragua 2006.
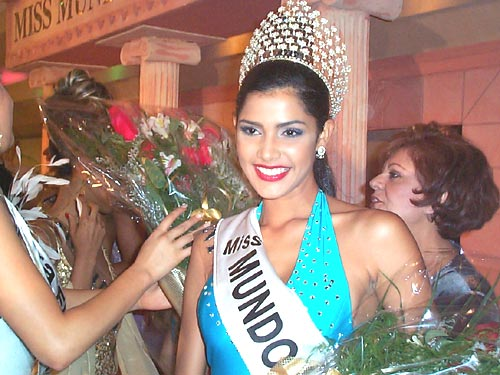
Marianela Lacayo, Miss Nicaragua 2002.

## Palmarès par région
| Province     | Titres | Années                                                                             |
| Managua      | 14     | 1955, 1971, 1991, 1992, 1995, 1998, 2001, 2002, 2004, 2005, 2006, 2007, 2011, 2015 |
| León         | 4      | 1960, 1970, 1973, 1974                                                             |
| Matagalpa    | 3      | 1968, 1976, 2016                                                                   |
| Masaya       | 3      | 1975, 1978, 2012                                                                   |
| Rivas        | 3      | 1977, 1979, 1993                                                                   |
| Carazo       | 2      | 1963, 2013                                                                         |
| Chinandega   | 2      | 2008, 2014                                                                         |
| Granada      | 2      | 1961, 1962                                                                         |
| Tipitapa     | 2      | 1969, 2003                                                                         |
| Bluefields   | 1      | 2010                                                                               |
| El Rama      | 1      | 2017                                                                               |
| Río San Juan | 1      | 1999                                                                               |
| USA Nica     | 1      | 2009                                                                               |

## Palmarès par prénom
| Rang | Prénom  | Nombre de Miss Nicaragua | Année(s)         |
| ---- | ------- | ------------------------ | ---------------- |
| 1    | Claudia | 3                        | 1978, 1998, 2003 |
| 2    | Daniela | 2                        | 2005, 2015       |
| 3    | Xiomara | 2                        | 1970, 2007       |
| 2    | Ana     | 2                        | 1973, 1991       |

## Titres remportés par le Nicaragua aux concours internationaux
| Concours international            | Titres | Année(s) | Lauréate                 | Lieu du couronnement                 |
| --------------------------------- | ------ | -------- | ------------------------ | ------------------------------------ |
| Miss Piel Dorada International    | 3      |          |                          |                                      |
| Miss Piel Dorada International    | 3      | 2016     | Katherine Guadamuz       | Tapachula, Mexique                   |
| Miss Piel Dorada International    | 3      | 2011     | Darling Trujillo         | Tapachula, Mexique                   |
| Miss Piel Dorada International    | 3      | 2006     | Julia Iris Ayala         | Tapachula, Mexique                   |
| Miss Ámbar Mundial                | 2      |          |                          |                                      |
| Miss Ámbar Mundial                | 2      | 2006     | Sharon Amador            | Puerto Plata, République dominicaine |
| Miss Ámbar Mundial                | 2      | 2005     | Yashoda Sandoval         | Juan Dolio, République dominicaine   |
| Miss Teenager Univers             | 1      | 2013     | Rebeca Bonilla           | Panama city, Panama                  |
| Nuestra Belleza Latina            | 1      | 2011     | Nastassja Bolívar        | Miami, États-Unis                    |
| Miss Teen International           | 1      | 2011     | Adriana Paniagua         | San José, Costa Rica                 |
| Miss Princess of the World        | 1      | 2009     | Kathiel Lampson          | Prague, République tchèque           |
| International Costa Maya Festival | 1      | 2009     | Maritza Rivas            | San Pedro, Belize                    |
| World Miss University             | 1      | 2006     | Cristiana Frixione       | Busan, Corée du Sud                  |
| Miss Expo World                   | 1      | 2004     | Marifely Argüello César  | Quetzaltenango, Guatemala            |
| Miss Monde Latino International   | 1      | 2002     | Marianela Lacayo Mendoza | Toronto, Canada                      |
| Miss Amérique latine              | 1      | 1992     | Ana Sofía Pereira        | Guayaquil, Équateur                  |
| Miss Teenage Intercontinental     | 1      | 1976     | Ivania Navarro Genie     | Oranjestad, Aruba                    |
| Miss Tourisme Amérique latine     | 1      | 1976     | Ivania Navarro Genie     |                                      |

## Représentation du Nicaragua aux concours internationaux
Meilleurs classements de représentantes nicaraguayennes dans les concours internationaux :
- Classement à Miss Monde :
- Élues 3e dauphine de Miss Monde
  - Ligia Argüello Roa, Miss Nicaragua 2001.
- Élues 6e dauphine de Miss Monde
  - Margine Davidson, Miss Nicaragua 1968.

- Classement à Miss International :
- Élues 2e dauphine de Miss International
  - Margarita Cuadra Lacayo, Miss Granada 1969.